# John Maltravers
Juan Maltravers, I barón Maltravers (1290?–1365) fue un noble y soldado inglés.

## Primeros años
Era hijo de Sir John Maltravers (1266–1343?) de Lytchett Matravers, Dorset, nacido de su primera esposa Alianor, alrededor del año 1290. Fue nombrado caballero, como su padre, con Eduardo, príncipe de Gales, el 12 de mayo de 1306. Se dice que fue tomado prisionero en la batalla de Bannockburn en 1314.
El 20 de octubre de 1318 Maltravers fue elegido caballero del condado por Dorset. Parece haberse puesto del lado de Tomás, conde de Lancaster contra el rey Eduardo II, y fue desde joven un aliado de Roger Mortimer, conde de las Marcas. En septiembre de 1321 sus felonías contra los Despenser le fueron perdonadas, pero al siguiente mes de diciembre se le describe como enemigo del rey. En la primavera de 1322 había tomado las armas contra el rey, y atacó y quemó la ciudad de Bridgnorth. Estuvo presente en la batalla de Boroughbridge el 16 de marzo, y después de la ejecución del conde Tomás, se marchó fuera de Inglaterra.

## Guardián de Eduardo II
Parece que Maltravers regresó con Mortimer e Isabel de Francia en octubre de 1326, recibiendo la restitución de sus tierras en 1327, con un añadido de tierras de Hugo Despenser. El 3 de abril fue nombrado como uno de los guardianes del depuesto rey Eduardo II, el otro siendo su cuñado Tomás Berkeley, III barón Berkeley. Adam Murimuth dice que Eduardo fue asesinado por orden de Maltravers y Thomas Gourney, pero estudiosos posteriores lo ponen en duda. Maltravers y Berkeley siguieron a cargo del cuerpo hasta su enterramiento en la catedral de Gloucester el 21 de octubre.
Durante los siguientes años, Maltravers fue empleado en misiones de oyer and terminer. En la de febrero de 1329, con Oliver de Ingham y otros, fue nombrado para enjuiciar a aquellos que habían apoyado a Enrique, conde de Lancaster, en su intento de alzamiento en Bedford. También fue varias veces justice in eyre para los bosques, y fue en 1329 nombrado guardián de los bosques al sur de Trent. El 4 de abril de 1329 se le confirmó el perdón que le fue concedido dos años antes, en consideración a sus servicios a Isabel y el rey tanto en casa como en el extranjero. En mayo acompañó al joven rey Eduardo III a Francia; y al año siguiente fue mayordomo de la casa real.

## Exilio
Maltravers intervino activamente por la muerte de Edmundo de Kent, en marzo de 1330, y estuvo en la comisión encargada de buscar a sus defensores. El 5 de junio de 1330 fue llamado al Parlamento como barón y así se le llama ya en noviembre de 1329. El 24 de septiembre fue nombrado condestable de castillo de Corfe, pero la caída de Mortimer poco tiempo después, hizo que Maltravers, como otros defensores de Isabel, cayera en desgracia. En el parlamento celebrado en noviembre fue condenado a muerte como traidor debido a su participación en la muerte de Edmundo de Kent. El 3 de diciembre se dieron órdenes de que lo arrestaran, para impedir que se marchara al extranjero, pero consiguió huir a Alemania.
En Flandes Maltravers reconstruyó su fortuna; pero, durante los desórdenes que siguieron a la muerte de Jacob van Artevelde, la perdió. Cuando Eduardo III fue a Flandes en julio de 1345, Maltravers se encontró con él en el estuario del Swyn, y le pidió autorización para volver a Inglaterra, alegando que se le había condenado sin ser oído. En consideración a los servicios que prestó al rey en Flandes se le garantizó la protección real el 5 de agosto, y se le permitiò volver a Inglaterra.

## Vida posterior
La confirmación del perdón de Maltravers se retrasó debido a que en 1346 estaba en el extranjero por asuntos de negocios, pero la protección se renovó a finales de 1347. En junio de 1348 fue enviado a Gante, Brujas, e Ypres. La restitución final de su honor y sus tierras tuvo lugar el 8 de febrero de 1352. Fue gobernador de las islas del Canal en 1351. Refundó en 1351 el hospital de Bowes en Saint Peter Port en Guernsey. Maltravers murió el 16 de febrero de 1365, y fue enterrado en Lytchett.

## Familia
Maltravers se casó con Ela o Eva, hija de Maurice de Berkeley, II barón Berkeley, y hermana del guardián de Eduardo II, Tomás Berkeley. Tuvieron un hijo, Juan, que murió el 13 de octubre de 1350 (1360 según Nicolas).
Contrajo segundo matrimonio con Inés, hija de Sir William Bereford. Inés se había casado antes tanto con Sir John de Argentine (m. 1318) como con Sir John de Nerford (m. 1329). Ella murió después de 1374, y fue enterrada en Greyfriars, Londres. 